# Vânătorii Mici
Vânătorii Mici es una comuna ubicada en el distrito de Giurgiu, Rumania.

## Superficie
Cuenta con una superficie de 58,02 kilómetros cuadrados.

## Demografía
Hasta 2021 la población era de 4584 habitantes, con una densidad de población de 79,01 habitantes por kilómetro cuadrado.